# 大垣昌夫
大垣 昌夫（おおがき まさお、1958年（昭和33年）4月16日 - ）は、日本の経済学者。同志社大学経済学部特別客員教授。学位はPh.D.（シカゴ大学）。専門分野はマクロ経済、国際経済学、計量経済学、行動経済学。大阪府出身。
シカゴ大学在学時代はラース・ハンセン（2013年にノーベル経済学賞を受賞）に直接師事した。ハンセンは2009年、慶應義塾大学に客員教授として1年間在籍していた。

## 経歴
- 1982年 大阪大学経済学部卒業
- 1984年 大阪大学大学院経済学研究科博士前期課程修了
- 1988年 シカゴ大学経済学部博士課程修了[2]、ロチェスター大学経済学部助教授
- 1994年 オハイオ州立大学助教授
- 2002年 オハイオ州立大学教授
- 2003-2009年 Journal of Money, Credit and Banking（英語版）: Editor
- 2009年 慶應義塾大学経済学部教授[3]
- 2021年　日本経済学会会長